# Michael Trucco
Michael Trucco (San Mateo (Californië), 22 juni 1970) is een Amerikaans acteur.

## Achtergrond en carrière
Trucco studeerde aan de Santa Clara University. Na zijn studies richtte hij zich op zijn acteercarrière en had gastrollen in onder meer Silk Stalkings, Beverly Hills, 90210 en Charmed. De eerste langdurige opdracht kwam er in 1998 toen hij een hoofdrol had in Pensacola: Wings of Gold, een televisieserie gebaseerd op de militaire vliegbasis van Pensacola. Vanaf 2005 vertolkte hij de rol van Cylon Samuel Anders in de sciencefictionserie Battlestar Galactica. Hij zette het personage eveneens neer in de vervolgfilm Battlestar Galactica: The Plan.

## Filmografie

### Film
- 1998: Confessions of a Sexist Pig, als Troy
- 2001: Knight Club, als Derek
- 2001: Ablaza, als Scott
- 2002: Wishmaster: The Prophecy Fulfilled, als Steven Verdel
- 2003: The Groomsmen, als Scott
- 2004: Perfect Romance, als Miles "Boogie" Healey
- 2007: Next, als Kendall
- 2009: Battlestar Galactica: The Plan, als Samuel Anders
- 2010: Meteor Storm, als kolonel Tom Young
- 2010: All American Tooles, als Todd Toole
- 2016: Hush, als John
- 2017: The Bye Bye Man, als Virgil
- 2018: Hunter Killer, als Matt Johnstone
- 2024: The Life of Chuck, als vader van Dylan

### Televisie
- 1994: Eyes of Terror, als officier
- 1995: Hang Time, als Tim Ritter
- 1996: Sisters, als jonge Elton Grenthal
- 1996: The Guilt, als Michael McKenzie
- 1996: California Dreams, als Dann Hazakoff
- 1997: Silk Stalkings, als Dave
- 1997: Sunset Beach, als officier
- 1997: Touched by an Angel, als Thomas "Tommy" Doyle
- 1998: Beverly Hills, 90210, als Josh Hunter
- 1999: Charmed, als Alec
- 1998-2000: Pensacola: Wings of Gold, als Lt. Tucker "Spoon" Henry
- 2001: Sabrina, the Teenage Witch, als Kevin
- 2002: Bram & Alice, als Robert
- 2002: CSI: Crime Scene Investigation, als Fred Dacks
- 2003: Tru Calling, als Nick Kelly
- 2003: The Parkers, als Bill
- 2004: Strong Medicine, als Victor
- 2005: CSI: Miami, als Mitch Lockhart
- 2005: Joey, als Paul
- 2005-2006: One Tree Hill, als Cooper Lee
- 2005-2009: Battlestar Galactica, als Samuel Anders
- 2008: The Big Bang Theory, als Dr. David Underhill
- 2008: Law & Order: Special Victims Unit, als Eric Lutz
- 2011-2012: Fairly Legal, als Justin Patrick
- 2011-2012: How I Met Your Mother, als Nick Podarutti
- 2011: Psych, als Cal Eason
- 2012: Young Justice: Invasion, als Adam Strange
- 2012-2013: Revenge, als Nate Ryan
- 2014: Killer Women, als Billy Parker
- 2014: Intelligence, als geheime-agent Charlie Griffin
- 2014: Criminal Minds, als Owen McGregor
- 2014: Scandal, als Chalers "Chip" Putney
- 2014: The Exes, als Jeff
- 2015: The Librarians, als Sam Denning
- 2016: Grandfathered, als Craig
- 2017: Disjointed, als Tae Kwon Doug
- 2017: Chicago P.D., als Frank Barrett
- 2019: The Rookie, als Shawn Delmonte
- 2019: The Good Doctor, als Ethan Murphy
- 2021: FBI, als Ethan Shaw
- 2021: Midnight Mass, als Wade Scarborough